# Конрад III фон Хайлигенберг
Конрад III фон Хайлигенберг (на немски: Konrad III, Graf von Heiligenberg; † 1208) е граф на Хайлигенберг на северозапдния бряг на Боденското езеро в Баден-Вюртемберг.

## Произход
Той е син на Конрад II фон Хайлигенберг († 1181), фогт фон Хайлигенберг и Петерсхаузен, катедрален фогт в Констанц. Внук е на Хайнрих II фон Хайлигенберг († сл. 1125), фогт фон Петерсхаузен, катедрален фогт в Констанц, и правнук на Конрад I фон Хайлигенберг († сл. 1092).
Графовете фон Хайлигенберг получават през 1135 г. графството си, което се образува от ранно-средновековното Графство Линцгау. През 1277 г. графството отива на графовете фон Верденберг и през 1535 г. на Фюрстенбергите. Постепенно името Линцгау е сменено с името Графство Хайлигенберг. Резиденцията е старият замък Хайлигенберг, по-късно новия дворец Хайлигенберг, построен ок. 1250 г. от граф Бертхолд фон Хайлигенберг, последният от род Хайлигенберг.

## Фамилия
Конрад III фон Хайлигенберг се жени за Аделхайд фон Нойфен († сл. 1240), сестра на Бертолд фон Нойфен († 1224), епископ на Бриксен (1216 – 1224), дъщеря на граф Бертхолд I фон Вайсенхорн-Нойфен († 1221) и съпругата му Аделхайд фон Гамертинген († сл. 1208), единствената дъщеря на граф Адалберт II фон Ахалм-Хетинген († пр. 1172). Те имат две деца:
- Бертолд I фон Хайлигенберг († сл. 1229), граф на Хайлигенберг, женен за Аделхайд фон Хелфенщайн († сл. 1228)
- дъщеря фон Хайлигенберг, омъжена 1212 г. за граф Волфрад II фон Неленбург-Феринген († 1234/1237), син на граф Волфрад I фон Феринген Стари († сл. 1216) и Берхун фон Кирхберг († 1220)

Вдовицата му Аделхайд фон Нойфен се омъжва втори път за граф Готфрид II фон Хелфенщайн-Зигмаринген († 1241) и е майка на Бертхолд фон Питенгау († 1254), епископ на Пасау (1250 – 1254), и на Алберт I фон Питенгау († 1260/1262), епископ на Регенсбург (1246 – 1259).